# Manoir de Borstel
Le manoir de Borstel (Herrenhaus Borstel) est l'un des rares châteaux rococo du Schleswig-Holstein en Allemagne septentrionale. Il se trouve dans la commune de Sülfeld dans l'arrondissement de Segeberg.

## Histoire
Borstel a été cité pour la première fois au milieu du XIIIe siècle. Les terres appartiennent en 1440 à un certain Johann von Hummersbüttel, dont le fils Hartwich transmet le domaine en 1496 à son gendre, Detlev von Buchwaldt. La famille en reste propriétaire pendant des siècles. Ils agrandissent aussi leurs terres et possèdent le manoir de Jersbek en 1588 et le domaine de Grabau au tournant du XVIIIe siècle.
Le manoir actuel a été construit en 1743 et terminé en 1751, après l'incendie du précédent en 1737. La famille Bernstorff acquiert le manoir par mariage en 1761, puis ce sont les comtes de Baudissin qui en héritent à la fin du XVIIIe siècle, jusqu'en 1930.
Le manoir sert de maison de formation pour le Arbeitsdienst (Service du travail obligatoire) des jeunes filles de l'époque du Troisième Reich, puis à la fin de la guerre de maison de réfugiés pour les populations allemandes fuyant l'ancienne Prusse désormais disparue. Le manoir sert dans les années 1960 de centre de recherches de médecine avec une bibliothèque et des salles de conférences. Il est restauré et depuis 2007 abrite un centre scientifique de communication et de recherches culturelles.

## Architecture
Le manoir est l'un des châteaux les plus importants du Land et a été construit selon les plans de Johann Christian Böhme. La façade baroque de la cour d'honneur est décorée de chaque côté d'un avant-corps polygonal et au milieu d'un portique entouré de pilastres. La cour d'honneur est en u avec le corps de logis et deux petits bâtiments de communs. La façade du parc est décorée en son milieu d'un avant-corps surmonté d'un fronton en arc-de-cercle soutenu par des pilastres.
Les salons en enfilade sont ornés de stucs rococo. La salle de bal donnant sur le parc a été refaite en style néoclassique au XIXe siècle. Les travaux de restauration intérieure de 1992 ont coûté sept millions d'euros.

## Source
- (de) Cet article est partiellement ou en totalité issu de l’article de Wikipédia en allemand intitulé « Herrenhaus Borstel » (voir la liste des auteurs).